# Manfred Sutter
Manfred Sutter (* 11. März 1943 in Weinheim; † 22. August 2012) war ein deutscher Politiker (CDU), Abgeordneter des Hessischen Landtags und Staatssekretär.

## Biografie
Manfred Sutter studierte Rechtswissenschaften und war bis 1989 hauptamtlicher Stadtrat in Frankfurt am Main. 
Ab dem 26. September 1989 war er Staatssekretär im Hessischen Kultusministerium im Kabinett Wallmann. Nach der Landtagswahl in Hessen 1991 musste er wegen des Regierungswechsels zu rot-grün als Staatssekretär ausscheiden, gehörte aber vom 5. April 1991 bis zum 31. August 1992 als direkt gewählter Abgeordneter für den Wahlkreis Frankfurt am Main IV dem Landtag an. 1992 wurde er Geschäftsführer beim Dualen System Deutschland in Bonn. 
2003 schied er aus gesundheitlichen Gründen vorzeitig aus dem Vorstand aus und lebte zuletzt in Frankfurt.